# Amherst (Nebraska)
Amherst – wieś w Stanach Zjednoczonych, w stanie Nebraska, w hrabstwie Buffalo.